# 달리는 라디오 (경남주말)
임현정의 주말 달리는 라디오는 TBN 경남교통방송(창원 FM 95.5, 진주 FM 100.1MHz)에서 주말 저녁 6시부터 7시 53분까지 방송되는 경남권 지역의 퇴근길 라디오 프로그램이다.

## 코너소개

### 일일 코너
- 가요 속~풀이 퀴즈 : 우리가 몰랐던 가요 속 뒷이야기와 추억을 퀴즈로 풀어보는 시간
- 세상의 모든 법칙 : 세상에 존재하는 다양한 법칙들을 알아보는 시간

### 토요일 코너
- 자동차 탐구생활 : 자동차에 대한 유용한 정보 제공(카매거진 최정필 기자)
- 똑!소리 나는 은퇴설계 : 백세시대, 행복하고 성공적인 은퇴생활을 위한 정보 제공 (한국은퇴설계연구소 권도형 대표)

### 일요일 코너
- 경남 맛수다 : 경남에서 즐겨먹던 음식들의 역사와 맛 이야기 (식생활문화연구가 김영복)
- 여행 인문학 : 우리지역 곳곳을 여행하며 삶에 대한 답을 찾아가는 시간 (경남도민일보 이서후 기자)